# Veko Bulatović
Veko Bulatović, črnogorski general, * 1. april 1884, † 25. julij 1969.

## Življenjepis
Od leta 1941 je sodeloval v NOVJ; med drugim je bil poveljnik Komskega odreda.

## Odlikovanja
- Red zaslug za ljudstvo
- Red bratstva in enotnosti